# Markus Persson (ishockeyspelare)
Markus Persson, född 25 augusti 1989 i Mockfjärd, är en svensk ishockeyspelare som spelar för Mariestad BoIS i Hockeyettan. Person har spelat för flera olika klubbar i Hockeyallsvenskan och Hockeyettan samt även i Norska Get-ligaen. Perssons moderklubb är Björbo IF.